# Locus terribilis

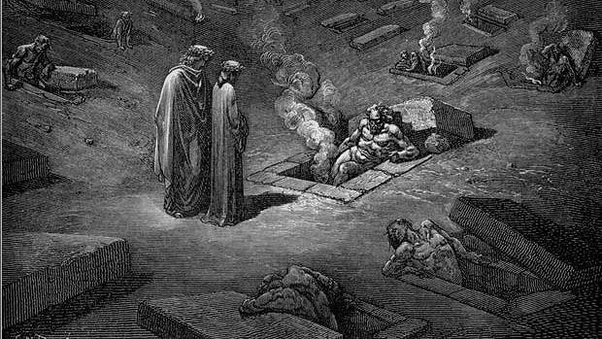
Гюстав Доре, «Данте і Вергілій у пеклі»

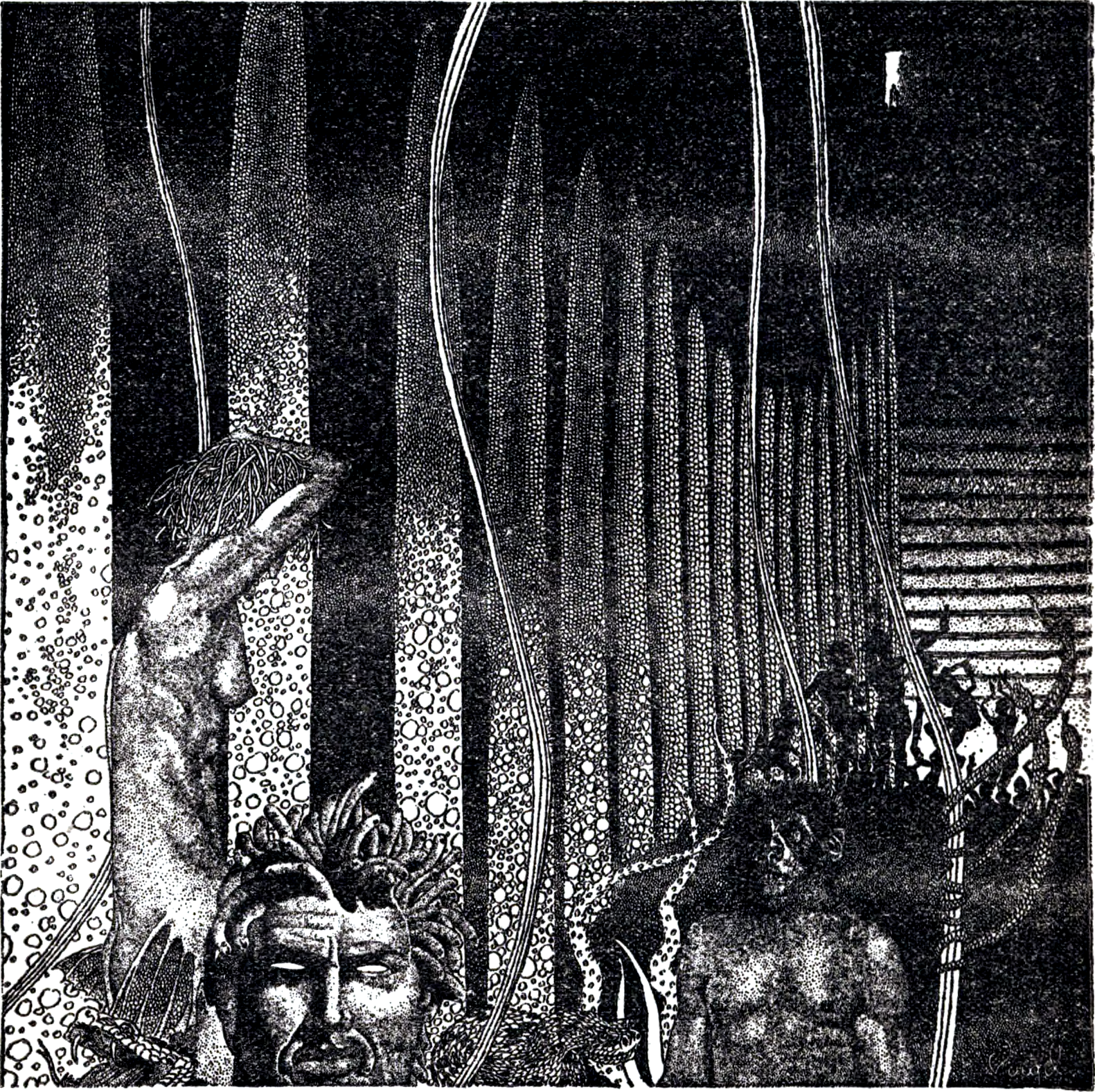
Ілюстрація до оповідання Г. Лавкрафта «Річ на порозі»

Locus terribilis (досл. жахливе місце) або locus horridus — літературний топос, який протиставляється locus amoenus (приємне, мальовниче місце).

## Короткий опис
Часто Locus terribilis – це місце під землею або десь дуже високо, а часом — місце, населене монстрами. Хоча це місце нагадує опис пекела, воно пов'язане з різноманітними чуттєвими переживаннями.
Зі своїм символічним значенням тема Locus terribilis тісно переплітається з наративною ситуацією персонажів: їхніми вчинками, наслідками їхніх дій та контекстом, у якому вони перебувають.
Топос Locus terribilis був детально розглянутий Е. Р. Курціусом в книзі «Європейська література і латинське Середньовіччя» (нім. Europäische Literatur und lateinisches Mittelalter, 1948).